# دیلشتات (میسوری)
دیلشتات (به انگلیسی: Diehlstadt) یک روستا (ایالات متحده آمریکا) در ایالات متحده آمریکا است که در شهرستان اسکات، میزوری واقع شده‌است.
 دیلشتات ۰٫۱۹ کیلومتر مربع مساحت و ۱۶۱ نفر جمعیت دارد و ۹۹٫۰۶ متر بالاتر از سطح دریا واقع شده‌است.